# The Black Arts/The Everlasting Sins
The Black Arts/The Everlasting Sins ist eine Split-LP der griechischen Black-Metal-Bands Necromantia und Varathron. Sie erschien 1992 über Black Power Records veröffentlicht und wurde 1994 von Unisound Records unter dem Titel Black Arts Lead to Everlasting Sins mit einigen Bonusliedern und einem anderen Schallplattencover wiederveröffentlicht.

## Entstehung
Die Lieder von Necromantia wurden im Sin Ena im Dezember 1991 eingespielt und abgemischt; The Worshipper of Pan, der auch Saxophon und Perkussion einspielte, wirkte bei Evil Prayers auch als Toningenieur mit. Varathrons Lieder wurden größtenteils im Januar 1991 im Red House aufgenommen und abgemischt, The Cult of the Dragon im Februar 1992 im Sin Ena. Im Frühling 1992 wurde es von Black Power Records veröffentlicht. Im gleichen Jahr zog der Betreiber, Costas, nach Schottland.
Aufgrund des Erfolgs der Split-LP bekamen die Bands Nachfragen nach weiteren Exemplaren. 1994 fragte Morbid von Necromantia Necroabyssious von Varathron, ob er Interesse an einer Wiederveröffentlichung auf CD durch Unisound Records habe. Nach dessen Zustimmung wurden Panos von Unisound die Rechte an der Wiederveröffentlichung übertragen; dieser gab es auf CD heraus, eine LP-Version erschien über Hellion Records aus Brasilien. Da er eine Wiederveröffentlichung mit Bonusmaterial wurde, steuerte die Band Varathron die Lieder ihrer ausverkauften ersten EP One Step Beyond Dreams bei und Necromantia das Lied De magia veterum.

## Titelliste
1. Necromantia – Lord of the Abyss – 07:50
2. Necromantia – The Feast of Ghouls – 05:33
3. Necromantia – Evil Prayers – 05:43
4. Necromantia – Lycanthropia – 01:43
5. Varathron – The Cult of the Dragon – 02:26
6. Varathron – The Tressing of Nyarlathotep – 07:14
7. Varathron – La reine noir – 06:09
8. Varathron – Outro – 00:49

## Stil
Die Musik der Bands ist dem griechischen Black-Metal-Stil zuzuordnen, obwohl Necromantia und Varathron „in ihrer musikalischen Ausrichtung unterschiedlicher kaum sein könnten“. Die Texte sind von Okkultismus und Satanismus bestimmt.
Charakteristisch für den im Vergleich zu Varathron düstereren Stil von Necromantia ist der Verzicht auf eine Rhythmusgitarre; einzig einige Gitarrensoli wurden vom Gastmusiker Dave eingespielt, ansonsten wurde die Gitarre durch einen achtsaitigen Bass ersetzt. In ihrer „behäbigen Art“ erinnert die Musik häufig an die langsameren Stücke von Beherit. Die meist langsame Musik wird immer wieder durch Gitarrensoli und gutturalen Gesang sowie zahlreiche Pausen und Breaks unterbrochen, wodurch „ein sehr unheimliches, horror-mäßiges Feeling“ entsteht. Die Stimme bewegt sich zwischen Growling, Flüstern und gesprochenen Passagen.
Bei Evil Prayers, eine Adaptation von Rémy de Gourmonts Gedicht Oraisons mauvaises, ist ein langsames, experimentelles Stück, das mit einem Klaviereinsatz beginnt, bevor ein einfacher, über das gesamte Lied beibehaltener Basslauf einsetzt, der von Tribal-Rhythmen begleitet wird. Nach etwa eineinhalb Minuten wird ein Solo am Saxophon gespielt. Nach etwa 3 Minuten und 20 Sekunden werden die wiederholten Läufe von Bass und Perkussion leicht verändert, jedoch im Grunde mehr oder weniger beibehalten. Eine stärkere stilistische Änderung tritt nach etwa 4 Minuten und 20 Sekunden ein, wo das Bassspiel beschleunigt und die Perkussion von permanenten Beckeneinsätzen unterstützt wird.
Varathrons Seite beginnt mit dem Keyboard-Intro The Cult of the Dragon und der flüsternden Stimme von Necroabyssious. Der deutlich metal-lastigere Stil der Band wird vom Einsatz zweier melodisch gespielter Gitarren dominiert. Die Riffs sind vom traditionellen Heavy Metal und Doom Metal inspiriert und werden von einem Schlagzeug in einem mitunter für Doom Metal typischen Rhythmus begleitet.

## Kritiken
In der Erstausgabe des Tales of the Macabre wurde The Black Arts/The Everlasting Sins als Kult-Veröffentlichung bezeichnet. Skariotis von Hellenic Metal bezeichnet die Split-LP als „eine der kultigsten Aufnahmen, die jemals von der hellenischen Szene veröffentlicht wurden“ und als frühen Beweis für die Einzigartigkeit der Bands. Herjulf vom Vönger Musikmagazin schrieb über die Wiederveröffentlichung Black Arts Lead to Everlasting Sins, dass sich die Bands mit ihrer unterschiedlichen musikalischen Ausrichtung perfekt ergänzten; damit werde die Split-LP „zu einer unglaublich vielseitigen Angelegenheit“ und beinhalte „im Grunde alles, was den Black Metal ausmachen sollte“. Da „auch die Umsetzung über weite Strecken nahezu tadellos erfolgt“, tendierte er dazu, sie „als eines der besten Split-Alben zu bezeichnen, die je im Black Metal erschienen sind“. Rüdiger Stehle von Powermetal.de bezeichnete sie als legendär.